# نينتندو توداي!
نينتندو توداي! هو تطبيق إخباري في صورة مفكرة رقمية، تنتجه شركة نينتندو. وهو مخصص لتقديم الأخبار عن منتجات الشركة، وتعريف عملائها بالفعاليات القادمة، الواقعية منها والافتراضية. وهو متاح لكل من يملك حساب نينتندو. وقد أُعلن عنه في عرض نينتندو دايركت الذي بُث في 27 مارس 2025، وأُصدر في اليوم ذاته لأجهزة أندرويد وآي أو إس.

## الخصائص
يمكن لمستخدمي التطبيق اختيار أنساق له مستوحاة من ألعاب سوبر ماريو، وذا ليجند أوف زيلدا، وسبلاتون، وأنيمل كروسينغ، وبيكمين. ويمكنهم بعدئذ اختيار سلاسل الألعاب التي تحظى باهتمامهم من بين إصدارات نينتندو. كذلك يمكن للمستخدمين اختيار تواريخ الأحداث التي يأذنون بظهورها في مفكرة التطبيق، وهي أحداث ذات صلة بتطبيقات نينتندو سويتش، وتطبيقات نينتندو المحمولة، وإصدارات المحتوى على نينتندو سويتش أونلاين (بما في ذلك إصدارات الألعاب الكلاسيكية، وإصدارات المقاطع الموسيقية على نينتندو ميوزيك)، وعروض نينتندو دايركت، وإصدارات الألعاب، وفعاليات يمكن حضورها شخصيًا. يجري تحديث الأخبار والمحتوى المعروضيْن في التطبيق يوميًا، وتنشر نينتندو من خلاله أخبارًا يومية عن نينتندو سويتش 2 منذ بثها عرضه الأول في نينتندو دايركت. كذلك يقدم التطبيق قصصًا مصورة، ومقاطع فيديو غير إخبارية، وفوازير، ونحوها من ألوان المحتوى المنتقاة حسب رغبة المستخدم. ويدعم التطبيق أيضًا خاصية الأدوات على نظام آي أو إس، فيسمح لمستخدميه بعرض التقويم والمحتوى على شاشة القفل والشاشة الرئيسية.

## الإعلان والإصدار
أُعلن عن نينتندو توداي! يوم 27 مارس 2025 في بث من سلسلة نينتندو دايركت، وصدر بعدها بفترة وجيزة على أجهزة آي أو إس وأندرويد. وفي 28 مارس 2025 نُشر عليه خبر حصري عن تاريخ إصدار فيلم «ليجند أوف زيلدا» المزمع عرضه في 2027، قبل سائر وسائل التواصل الاجتماعي الأخرى.

## روابط خارجية
الموقع الرسمي